# Dresconella
Dresconella nivicola es una especie de araña araneomorfa de la familia Linyphiidae. Es el único miembro del género monotípico Dresconella.

## Distribución
Se encuentra en Francia, en los Pirineos